# Quiestède
Quiestède est une commune française située dans le département du Pas-de-Calais en région Hauts-de-France. Ses habitants sont appelés les Quiestédois. La commune est membre de la communauté d'agglomération du Pays de Saint-Omer.
Sur la commune se trouve le château de Laprée, inscrit au titre des monuments historiques.

## Géographie

### Localisation
Localisée dans l'est du département du Pas-de-Calais, Quiestède est un bourg rural drainé par la Melde du Pas-de-Calais et situé, à vol d'oiseau, à 9 km au sud-est de la commune de Saint-Omer, (aire d'attraction et chef-lieu d'arrondissement).
Le territoire de la commune est limitrophe de ceux de quatre communes.
Les communes limitrophes sont  Ecques, Heuringhem, Racquinghem et Roquetoire.

### Géologie et relief
La superficie de la commune est de 2,83 km2 ; son altitude varie de 23  à   60 m.

### Hydrographie
La commune est située dans le bassin Artois-Picardie.
Le territoire communal est drainé par cinq cours d'eau :
- la Melde du Pas-de-Calais, d'une longueur de 15,29 km, qui prend sa source dans la commune d'Helfaut et se jette dans le bras de décharge de la lys oduel au niveau de la commune d'Aire-sur-la-Lys[4] ;

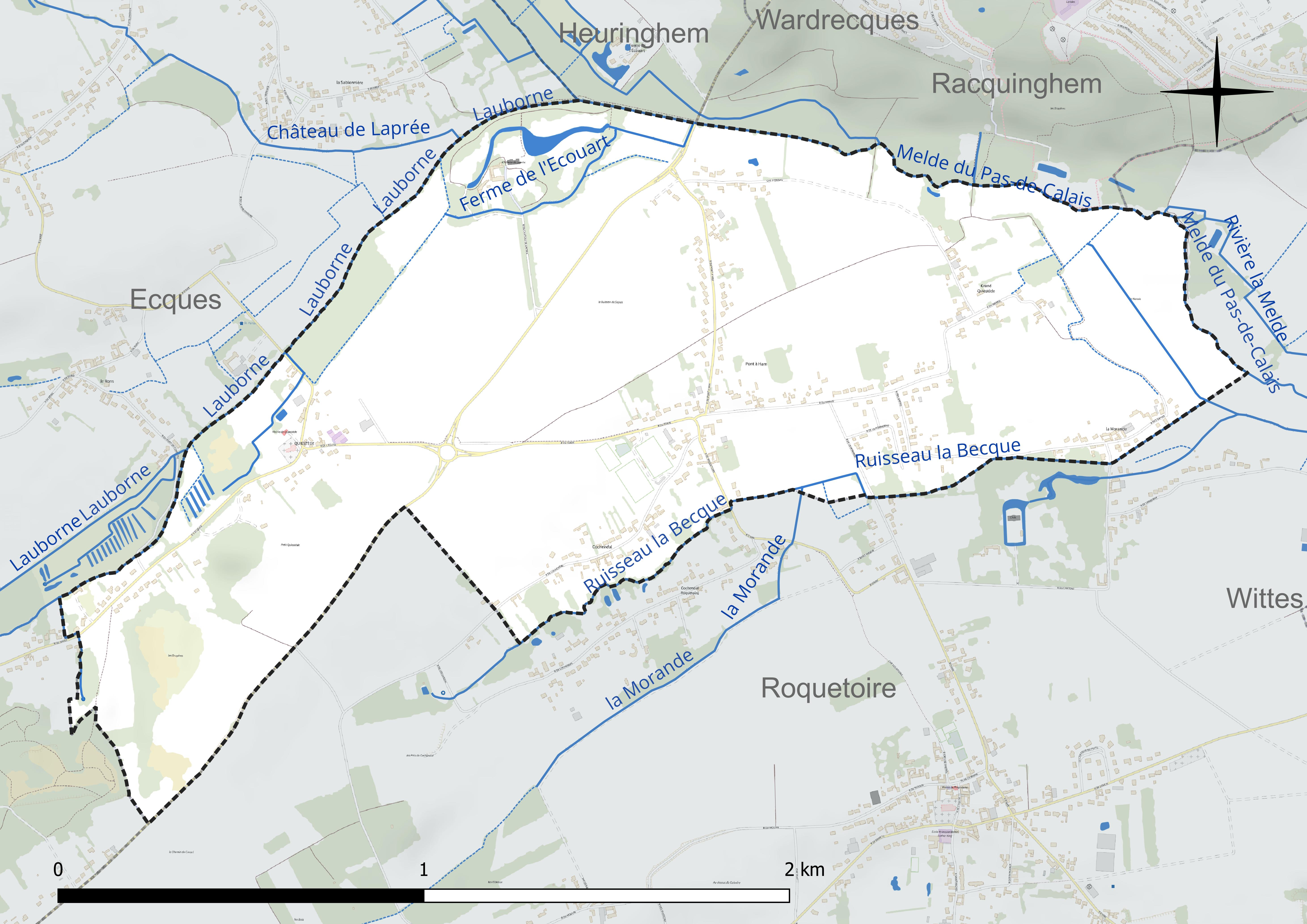
Réseau hydrographique de Quiestède.

- le ruisseau du bois fauchez du ravin d'Ecques, d'une longueur de 9,97 km, qui prend sa source dans la commune de Dohem et se jette dans le Lauborne au niveau de la commune d'Ecques[5] ;
- le ruisseau la petite Becque, d'une longueur de 5,4 km qui prend sa source dans la commune de Roquetoire et termine sa course au niveau de la commune[6] ;
- la Morande, d'une longueur de 1,43 km qui prend sa source dans la commune de Roquetoire et se jette dans le ruisseau la petite Becque au niveau de la commune[7] ;
- le Ferme de l'Ecouart, d'une longueur de 1,32 km qui prend sa source dans la commune et se jette dans la Melde du Pas-de-Calais au niveau de la commune d'Heuringhem[8].

### Climat
Pour des articles plus généraux, voir Climat des Hauts-de-France et Climat du Nord-Pas-de-Calais.
En 2010, le climat de la commune est de type climat océanique altéré, selon une étude du CNRS s'appuyant sur une série de données couvrant la période 1971-2000. En 2020, Météo-France publie une typologie des climats de la France métropolitaine dans laquelle la commune est exposée à un climat océanique et est dans la région climatique Côtes de la Manche orientale, caractérisée par un faible ensoleillement (1 550 h/an) ; forte humidité de l’air (plus de 20 h/jour avec humidité relative > 80 % en hiver), vents forts fréquents.
Pour la période 1971-2000, la température annuelle moyenne est de 10,4 °C, avec une amplitude thermique annuelle de 13,8 °C. Le cumul annuel moyen de précipitations est de 821 mm, avec 13 jours de précipitations en janvier et 8,1 jours en juillet. Pour la période 1991-2020, la température moyenne annuelle observée sur la station météorologique la plus proche, située sur la commune de Lillers à 17 km à vol d'oiseau, est de 11,1 °C et le cumul annuel moyen de précipitations est de 731,5 mm,. Pour l'avenir, les paramètres climatiques de la commune estimés pour 2050 selon différents scénarios d'émission de gaz à effet de serre sont consultables sur un site dédié publié par Météo-France en novembre 2022.

### Milieux naturels et biodiversité

#### Zones naturelles d'intérêt écologique, faunistique et floristique
L’inventaire des zones naturelles d'intérêt écologique, faunistique et floristique (ZNIEFF) a pour objectif de réaliser une couverture des zones les plus intéressantes sur le plan écologique, essentiellement dans la perspective d’améliorer la connaissance du patrimoine naturel national et de fournir aux différents décideurs un outil d’aide à la prise en compte de l’environnement dans l’aménagement du territoire.
Le territoire communal comprend deux ZNIEFF de type 1 :
- le plateau siliceux d'Helfaut à Racquinghem. Cette ZNIEFF correspond à un vaste plateau détritique de moins d’un kilomètre de large et de près de 10 km de long qui surplombe de plus de 90 m la vallée de l’Aa dont les versants abrupts taillés dans la craie sont en partie occupés par les pelouses de Wizernes[15] ;
- les Bruyères d'Ecques, d’une superficie de 59 ha et d'une altitude variant de 31  à   61 mètres. Cette ZNIEFF est une petite colline surplombant la vallée de la Lauborne et qui se compose d’argile de Louvil et de tuffeau de Saint-Omer, surmontée de sables et de grès d’Ostricourt. On y trouve la lande mésophile à callune commune et la bruyère cendrée[16].

et une ZNIEFF de type 2 : la moyenne vallée de l’Aa et ses versants entre Remilly-Wirquin et Wizernes. La moyenne vallée de l’Aa et ses versants représentent un remarquable ensemble écologique associant des habitats très différents constituant des complexes de végétations souvent complémentaires.

Carte des ZNIEFF de type 1 et 2 sur la commune
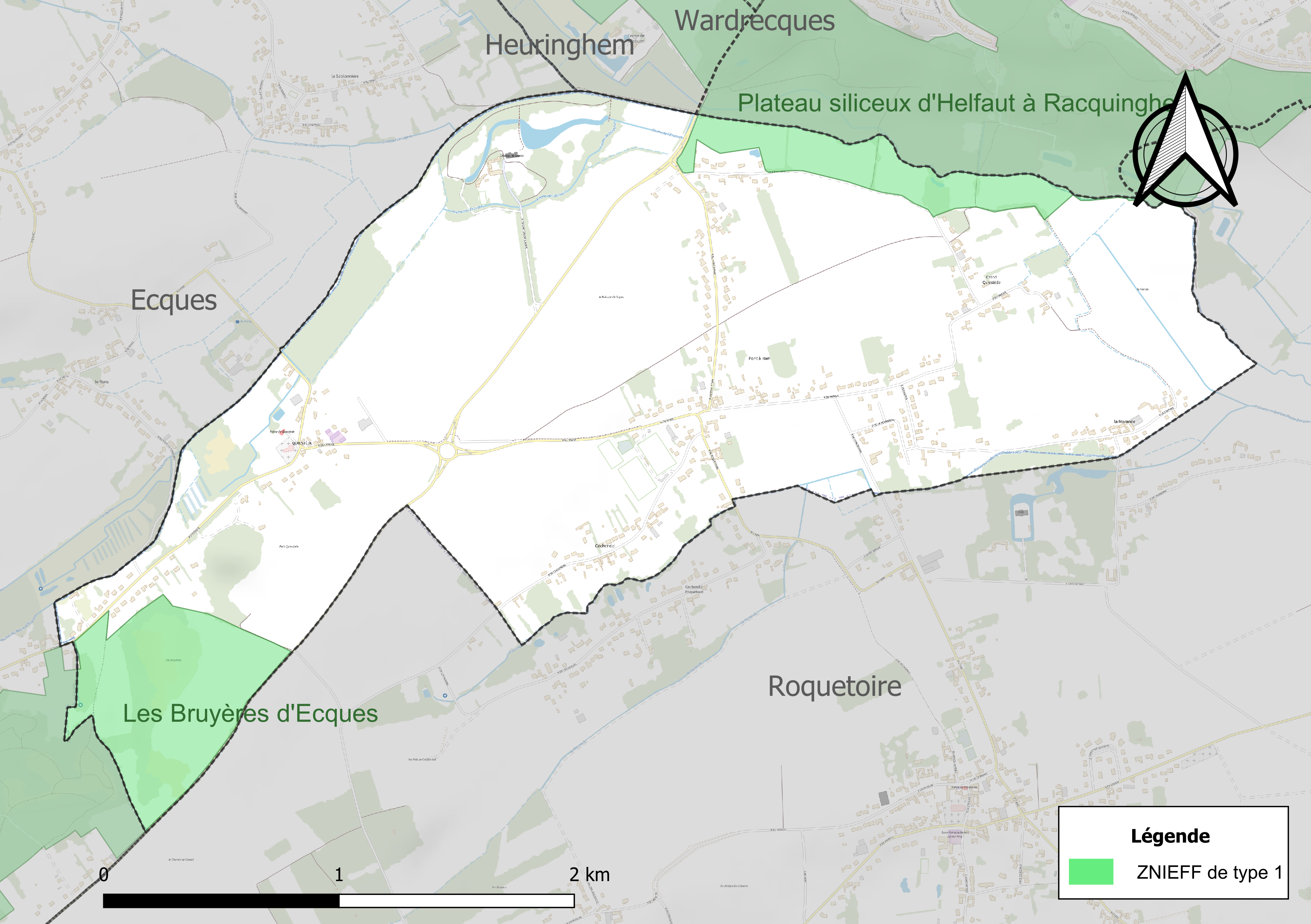
Carte des ZNIEFF de type 1 sur la commune.
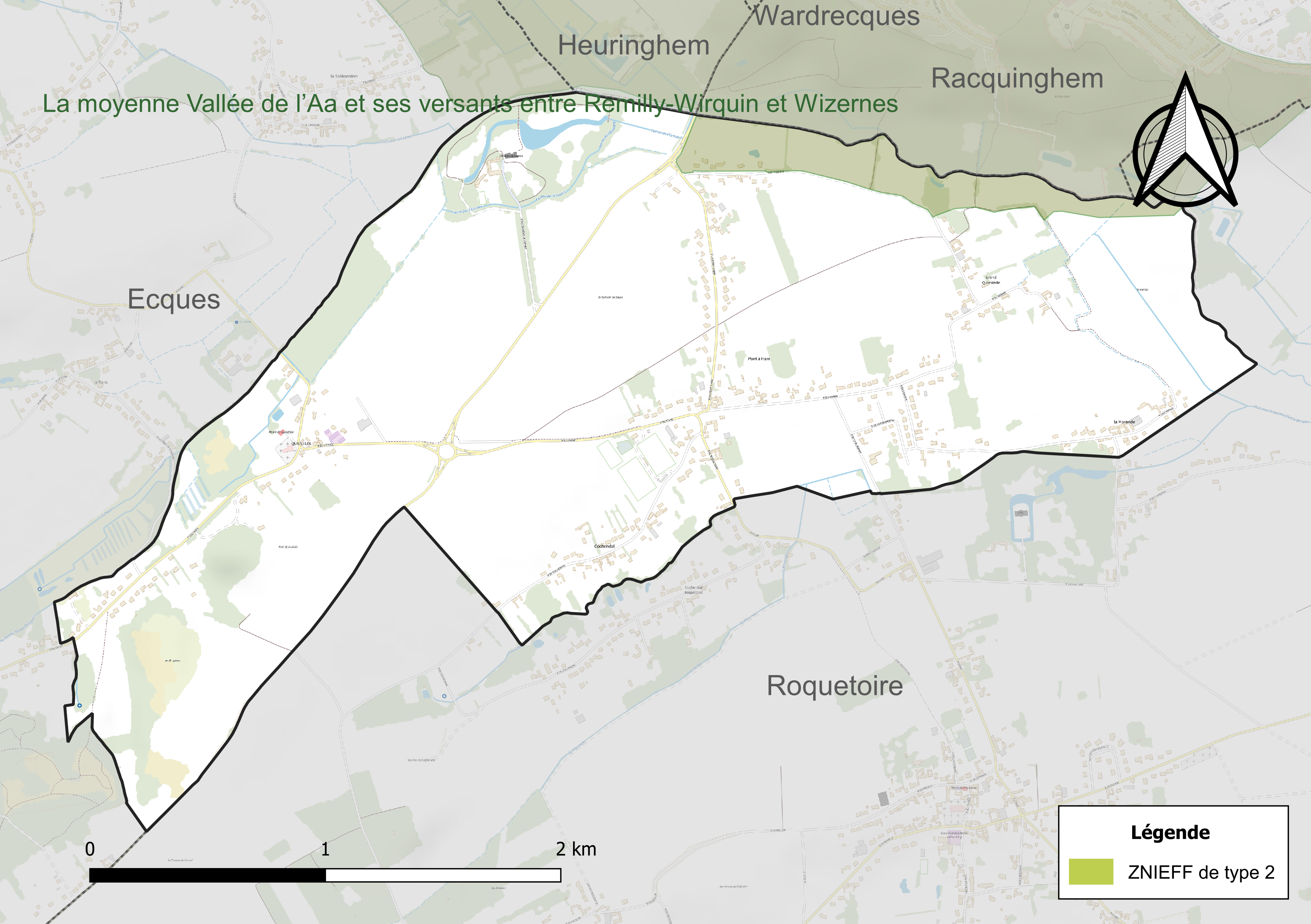
Carte de la ZNIEFF de type 2 sur la commune.

#### Espèces faunistiques et floristiques
L’Inventaire national du patrimoine naturel (INPN) recense plusieurs espèces faunistiques et floristiques sur le territoire de la commune dont certaines sont protégées et d’autres menacées et quasi-menacées.

## Urbanisme

### Typologie
Au 1er janvier 2024, Quiestède est catégorisée bourg rural, selon la nouvelle grille communale de densité à sept niveaux définie par l'Insee en 2022.
Elle appartient à l'unité urbaine de Béthune, une agglomération inter-départementale regroupant 94  communes, dont elle est une commune de la banlieue,,. Par ailleurs la commune fait partie de l'aire d'attraction de Saint-Omer, dont elle est une commune de la couronne,. Cette aire, qui regroupe 79 communes, est catégorisée dans les aires de 50 000 à moins de 200 000 habitants,.

### Occupation des sols
L'occupation des sols de la commune, telle qu'elle ressort de la base de données européenne d’occupation biophysique des sols Corine Land Cover (CLC), est marquée par l'importance des territoires agricoles (87,2 % en 2018), en diminution par rapport à 1990 (90,5 %). La répartition détaillée en 2018 est la suivante : 
terres arables (55,4 %), zones agricoles hétérogènes (20,8 %), prairies (11 %), zones urbanisées (8,7 %), forêts (4,1 %). L'évolution de l’occupation des sols de la commune et de ses infrastructures peut être observée sur les différentes représentations cartographiques du territoire : la carte de Cassini (XVIIIe siècle), la carte d'état-major (1820-1866) et les cartes ou photos aériennes de l'IGN pour la période actuelle (1950 à aujourd'hui).

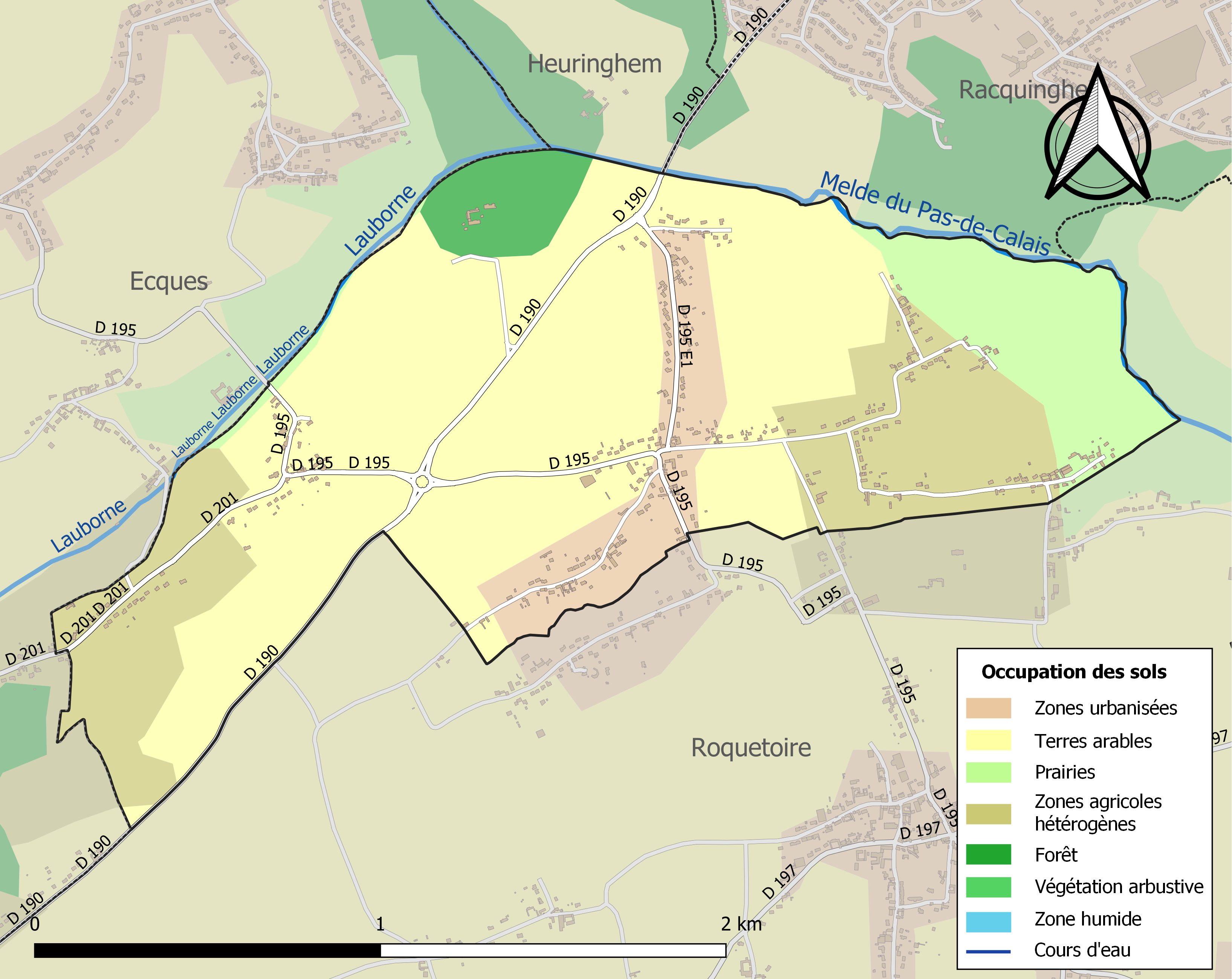
Carte des infrastructures et de l'occupation des sols de la commune en 2018 (CLC).

## Toponymie
Le nom de la localité est attesté sous les formes Cheriestede en 1119 ; Cerestede en 1157 ; Cherestede en 1179 ; Kierestede en 1242 ; Quaitstede en 1305 ; Quiesterde en 1469 ; Quierestede en 1486 ; Kierstede vers 1512 ; Quiesterde le Grande en 1528 ; Kiestede en 1559 ; Guistède en 1739 ; Grand Quistede au XVIIIe siècle ; Quiétède le Grand et le Petit en 1762 ; Quiestede en 1793 et 1801 ; Quiestède depuis 1801.
La commune porte le nom de Questède en picard et Kierestede en flamand.

## Histoire
La famille de Lencquesaing, famille subsistante de la noblesse française, a un lien très fort avec Quiestède. On retrouve un membre qui reçoit la seigneurie de Laprée sur Quiestède en 1669 après dépossession du propriétaire précédent puis en 1770 un descendant achète la seigneurie de Quiestède, ce qui renforce leur présence sur la commune.
Hermann-François Le Roy est seigneur de Laprée et Quiestède jusqu'en 1669. Le 25 septembre 1669, un arrêt du Conseil provincial d'Artois dessaisit Le Roy de la terre de Laprée située sur Quièstède (château de Laprée) et l'adjuge à Jean-Jacques de Lencquesaing II. Jean-Jacques de Lencquesaing II (1629-1683) est le fils de Jean-Jacques de Lencquesaing Ier, conseiller et receveur des aides d'Artois, puis receveur des domaines du roi à Aire-sur-la-Lys puis juge royal, et de Marie Marche. Jean-Jacques II est baptisé à Aire-sur-la-Lys le 17 décembre 1629, nommé receveur du domaine du roi au quartier d'Aire le 11 mai 1654, puis désigné receveur général des aides d'Artois par lettres données à Bruxelles le 17 janvier 1663 aux gages de 600 livres du prix de 40 gros monnaie de Flandre, mayeur d'Aire, anobli par lettres données à Madrid le 18 juillet 1661, attributaire donc de la terre de Laprée en 1669. il meurt à Aire le 12 juin 1683, à l'âge de 54 ans, est inhumé dans la chapelle Saint-Liévin de la collégiale Saint-Pierre d'Aire. Il prend pour femme par contrat passé à Aire le 30 octobre 1660 Marie-Anne Durietz (1644-1711), fille de Nicolas, conseiller et avocat fiscal des ville et bailliage d'Aire et de Marguerite-Jeanne Vaillant. l'épouse nait à Aire le 1er octobre 1644, et meurt en 1711, à 66 ans, est inhumée dans la chapelle Notre-Dame de l'église Saint-Denis de Saint-Omer le 18 mai 1711.
François-Jean-Jacques de Lencquesaing (1670-1720), fils de Jean-Jacques II, écuyer, seigneur de Laprée, est baptisé à Aire-sur-la-Lys le 2 juin 1670, devient mayeur d'Aire et meurt à Aire le 2 avril 1720, à 49 ans, est enterré dans la chapelle Saint-Liévin de la collégiale Saint-Pierre d'Aire comme son père. Il prend pour femme par contrat du 16 janvier 1705 Marie-Louise de Rogier, fille de Jean-Baptiste-Dominique, seigneur d'Houdauville, La Bretagne Picquenwalle, avocat au Parlement de Paris et de Marie-Anne Desremieux. L'épouse nait à Saint-Omer le 24 août 1682 et meurt en 1710, à 27 ans, est enterrée dans la chapelle Notre-Dame Pannetière de la collégiale Saint-Pierre d'Aire.
Dominique-Jean-Jacques de Lencquesaing (1706-1776), est seigneur de Laprée après son père François-Jean-Jacques. Baptisé à Aire le 8 janvier 1706, il meurt à Laprée le 28 octobre 1776, à 70 ans. Il achète le 5 janvier 1760 à Louis de Beaufort, la charge de grand bailli d'épée de Saint-Omer, reçoit ses lettres de provision le 15 février et prête serment devant le Conseil provincial d'Artois le 6 mars. Il épouse au château de Molpas (sur Mérignies), par contrat du 28 septembre 1733, Marie-Joseph-Eugénie du Puich (1709-1748), fille de Jacques-François, seigneur de Mesplau, et de Marie-Eugénie Dubois. Née à Béthune, le 16 mai 1709, l'épouse meurt à Laprée le 13 septembre 1748
La seigneurie de Quiestède a été achetée dans les années 1770 par Louis-Dominique-Eustache de Lencquesaing. Louis-Dominique-Eustache de Lancquesaing (1734-1805), seigneur de Laprée (château de Laprée), de Chocques, Mesplau , né et baptisé à Saint-Omer le 4 août 1734, est écuyer, fils de Dominique-Jean-Jacques. Grand bailli d'épée héréditaire du bailliage de Saint-Omer, il est confirmé dans cette charge par lettres de provision du 29 janvier 1777, installé dans cette charge le 4 mars 1779 à la suite de difficultés. Ancien capitaine au régiment de Navarre, il devient bourgeois de Lille par achat le 4 mars 1763, puis échevin de Lille en 1772 et 1773. Il meurt à Lille le 20 mai 1805, à 70 ans, est enterré au cimetière d'Esquermes. Il épouse à Lille le 23 mai 1762 Marie-Cécile-Joseph Aronio (1734-1802). Elle est la fille de Philippe-Louis Aronio, écuyer, seigneur de Lestrée (sans doute Sauchy-Lestrée), Heldinghe, bourgeois de Lille, et de Marie-Lucrèce-Joseph de Fourmestraux, dame du Hem. Marie-Cécile-Joseph est baptisée à Lille le 23 novembre 1734 et y meurt le 28 mai 1802. Elle est enterrée au cimetière d'Esquermes , Une fille du couple, Marie-Joséphine (1774-1858), épouse un futur député, officier de la Légion d'honneur : Louis Potteau d'Hancardrie.
Louis-Dominique-Joseph de Lencquesaing (1763-1854), écuyer, est seigneur de Laprée après son père Louis-Dominique-Eustache. Né le 11 décembre 1763, baptisé à Lille le 14 janvier 1764, il devient cadet gentilhomme au régiment de Picardie à Metz en 1779, passe sous-lieutenant en 1781, puis lieutenant en 1788. Il démissionne en 1791 et rejoint l'armée des émigrés (comme le font également ses frères Jean-Baptiste-Charles et Albert-Charles) dans l'escadron d'Artois. Il participe au siège de Maastricht en 1793. Rayé de la liste des émigrés après avoir prêté serment de fidélité à la Constitution le 4 janvier 1802 (14 nivôse an X), il est fait chevalier de Saint-Louis en 1814, et meurt à Lille le 26 mai 1854, à l'âge de 90 ans. Il épouse d'abord à Lille le 6 avril 1790 Élisabeth-Françoise-Amélie le Maistre (1770-1801), fille de Pierre-Albert-Joseph, écuyer, seigneur d'Anstaing, et d'Isabelle Van Zeller, baptisée à Lille le 10 mars 1770 et morte à Lille le 10 août 1801. il prend ensuite pour femme une cousine Reine-Ferdinande-Eugénie de Lencquesaing, fille de Charles-Louis-François, écuyer, seigneur d'Humetz, capitaine au régiment de Royal Wallon, chevalier de Saint-Louis, mayeur d'Aire-sur-la-Lys et de Marie-Louise-Joseph de Lencquesaing, fille de Dominique-Jean-Jacques ci-dessus.
Albéric-Louis de Lencquesaing, né en 1851, fils de Louis-Dominique-Arthur, écuyer, et de Mélanie-Joseph-Marie Van der Cruisse de Waziers (famille Van der Cruisse de Waziers), licencié en droit, officier de réserve d'artillerie, chevalier de la Légion d'honneur le 20 juillet 1930, est maire de Quiestède de 1886 à 1929 au moins. Il a pris pour femme à Lewarde le 14 novembre 1882 Antoinette-Marie-Philomène d'Hespel de Flencques (famille d'Hespel), née le 8 février 1864, fille de Frédéric-Séraphin-Albert et d'Eugénie-Michel Imbert de la Phalecque.

## Politique et administration

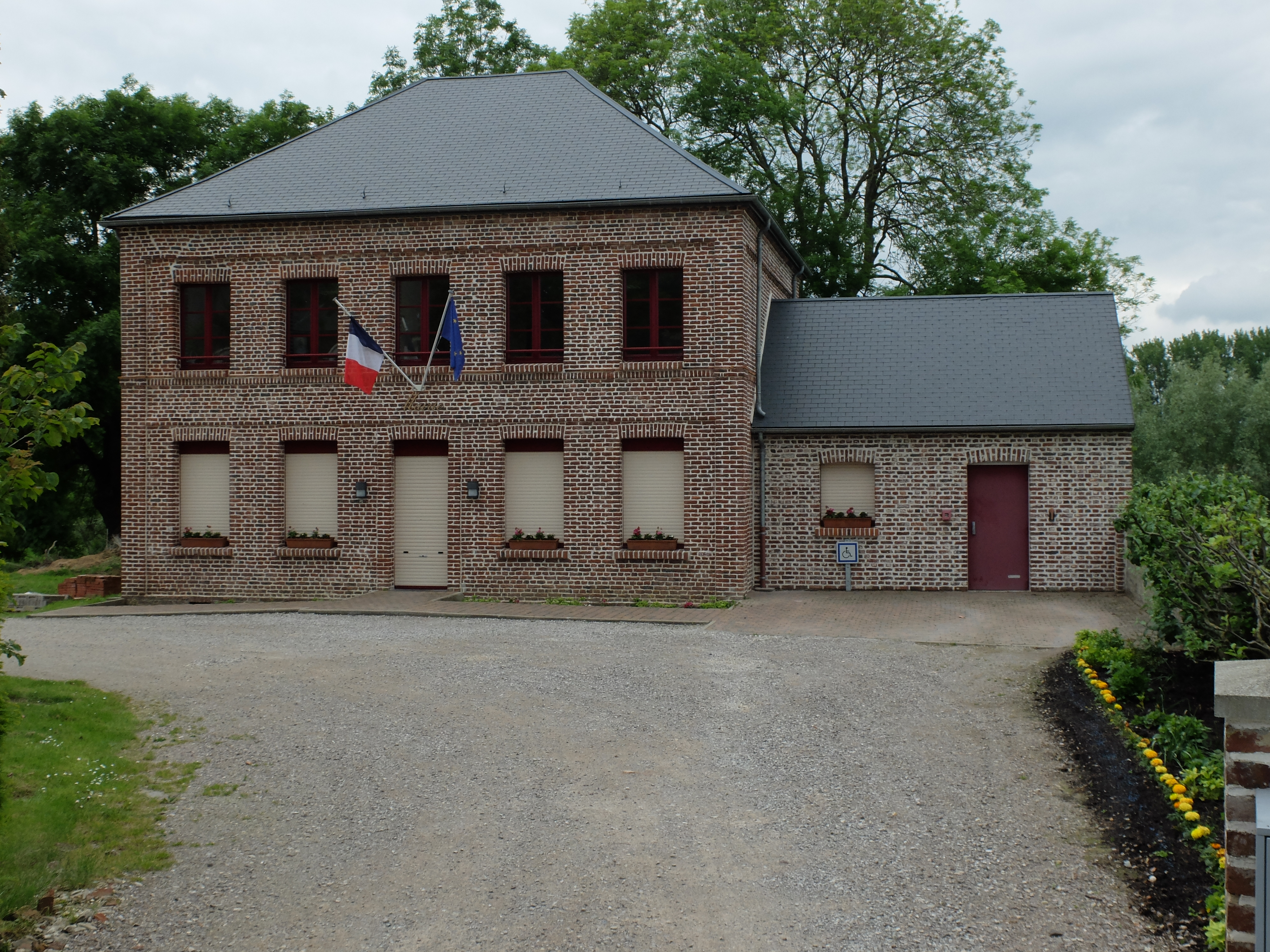
La mairie.

### Découpage territorial
La commune se trouve dans l'arrondissement de Saint-Omer du département du Pas-de-Calais.

#### Commune et intercommunalités
La commune est membre de la communauté d'agglomération du Pays de Saint-Omer qui regroupe 53 communes et totalise 104 937 habitants en 2021.

#### Circonscriptions administratives
La commune est rattachée au canton de Fruges.

#### Circonscriptions électorales
Pour l'élection des députés, la commune fait partie de la huitième circonscription du Pas-de-Calais.

### Élections municipales et communautaires

#### Liste des maires
Maire de 1886 à 1929 au moins : Albéric-Louis de Lencquesaing, chevalier de la Légion d'honneur.
| Période                                  | Période                    | Identité      | Étiquette | Qualité                                                                                      |
| ---------------------------------------- | -------------------------- | ------------- | --------- | -------------------------------------------------------------------------------------------- |
| Les données manquantes sont à compléter. |                            |               |           |                                                                                              |
| mars 2001                                | 2008                       | Hervé Floret  |           |                                                                                              |
| mars 2008                                | En cours (au 3 avril 2022) | Alain Tellier |           | Ouvrier qualifié d'industrie Réélu pour le mandat 2014-2020, Réélu pour le mandat 2020-2026, |

## Population et société

### Démographie
Les habitants sont appelés les Quiestédois.

#### Évolution démographique
L'évolution du nombre d'habitants est connue à travers les recensements de la population effectués dans la commune depuis 1793. Pour les communes de moins de 10 000 habitants, une enquête de recensement portant sur toute la population est réalisée tous les cinq ans, les populations de référence des années intermédiaires étant quant à elles estimées par interpolation ou extrapolation. Pour la commune, le premier recensement exhaustif entrant dans le cadre du nouveau dispositif a été réalisé en 2004.

En 2022, la commune comptait 654 habitants, en évolution de +7,57 % par rapport à 2016 (Pas-de-Calais : −0,72 %, France hors Mayotte : +2,11 %).
| 1793 | 1800 | 1806 | 1821 | 1831 | 1836 | 1841 | 1846 | 1851 |
| ---- | ---- | ---- | ---- | ---- | ---- | ---- | ---- | ---- |
| 256  | 294  | 308  | 328  | 300  | 300  | 328  | 329  | 318  |

| 1856 | 1861 | 1866 | 1872 | 1876 | 1881 | 1886 | 1891 | 1896 |
| ---- | ---- | ---- | ---- | ---- | ---- | ---- | ---- | ---- |
| 307  | 340  | 358  | 375  | 379  | 410  | 383  | 426  | 410  |

| 1901 | 1906 | 1911 | 1921 | 1926 | 1931 | 1936 | 1946 | 1954 |
| ---- | ---- | ---- | ---- | ---- | ---- | ---- | ---- | ---- |
| 400  | 380  | 356  | 331  | 338  | 329  | 336  | 354  | 338  |

| 1962 | 1968 | 1975 | 1982 | 1990 | 1999 | 2004 | 2006 | 2009 |
| ---- | ---- | ---- | ---- | ---- | ---- | ---- | ---- | ---- |
| 335  | 303  | 291  | 402  | 537  | 665  | 655  | 649  | 664  |

| 2014 | 2019 | 2022 | - | - | - | - | - | - |
| ---- | ---- | ---- | - | - | - | - | - | - |
| 620  | 627  | 654  | - | - | - | - | - | - |

#### Pyramide des âges
En 2018, le taux de personnes d'un âge inférieur à 30 ans s'élève à 33,8 %, soit en dessous de la moyenne départementale (36,7 %). De même, le taux de personnes d'âge supérieur à 60 ans est de 22,0 % la même année, alors qu'il est de 24,9 % au niveau départemental.
En 2018, la commune comptait 315 hommes pour 306 femmes, soit un taux de 50,72 % d'hommes, largement supérieur au taux départemental (48,50 %).
Les pyramides des âges de la commune et du département s'établissent comme suit.
| Hommes | Classe d’âge | Femmes |
| ------ | ------------ | ------ |
| 0,6    | 90 ou +      | 0,0    |
| 3,8    | 75-89 ans    | 5,5    |
| 17,3   | 60-74 ans    | 16,8   |
| 26,1   | 45-59 ans    | 29,1   |
| 17,0   | 30-44 ans    | 16,2   |
| 17,0   | 15-29 ans    | 14,6   |
| 18,2   | 0-14 ans     | 17,8   |

| Hommes | Classe d’âge | Femmes |
| ------ | ------------ | ------ |
| 0,5    | 90 ou +      | 1,6    |
| 5,6    | 75-89 ans    | 8,9    |
| 16,7   | 60-74 ans    | 18,1   |
| 20,2   | 45-59 ans    | 19,2   |
| 18,9   | 30-44 ans    | 18,1   |
| 18,2   | 15-29 ans    | 16,2   |
| 19,9   | 0-14 ans     | 17,9   |

## Culture locale et patrimoine

### Lieux et monuments

#### Monument historique
Le château de Laprée, inscrit au titre des monuments historiques par arrêté du 9 septembre 1986 : façades et toitures du château ainsi que les façades et toitures du pavillon daté de 1676.

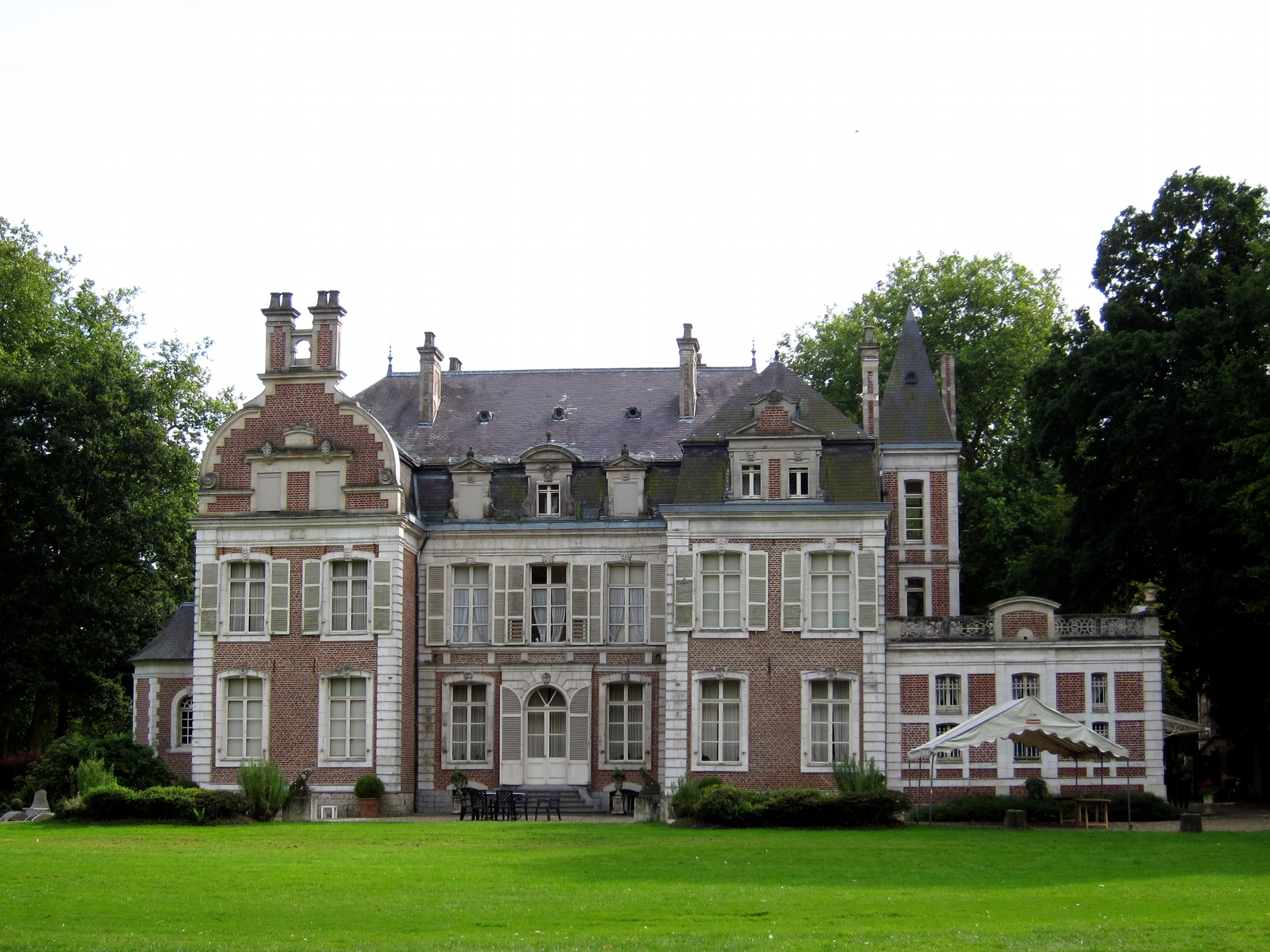
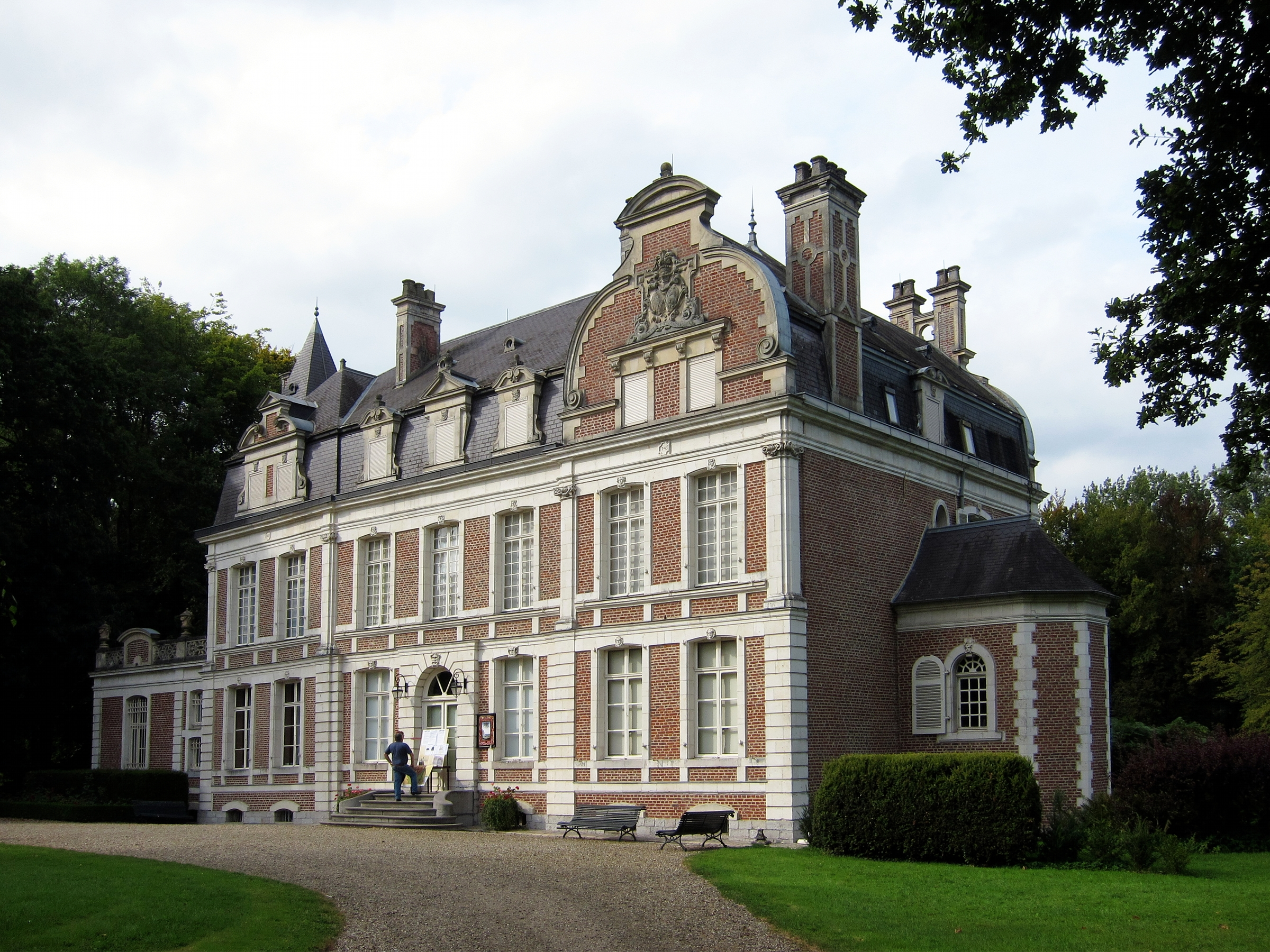
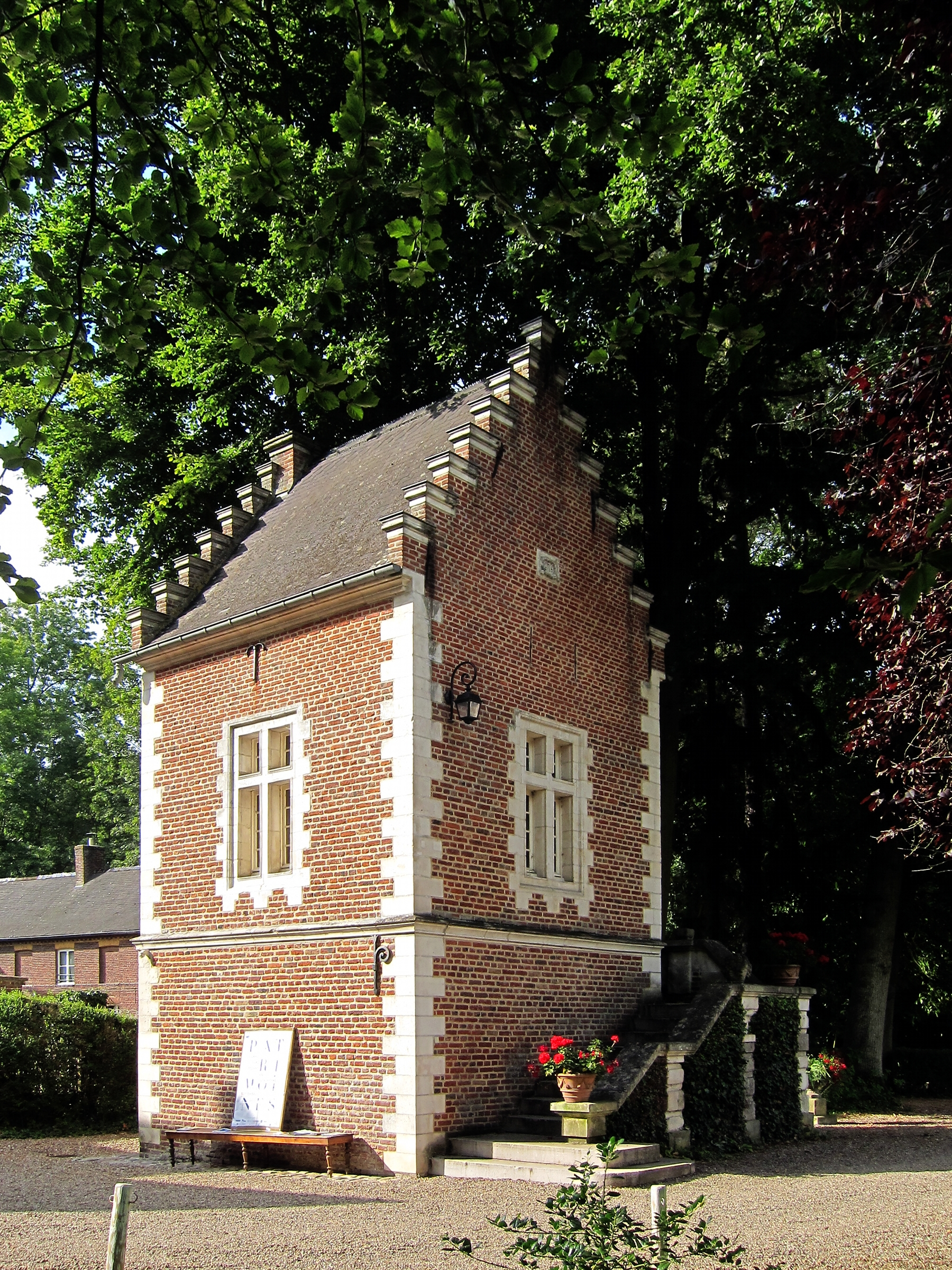
Le pigeonnier.

#### Autres monuments
- L'église Notre-Dame-de-l'Assomption (vitraux de Max Ingrand).

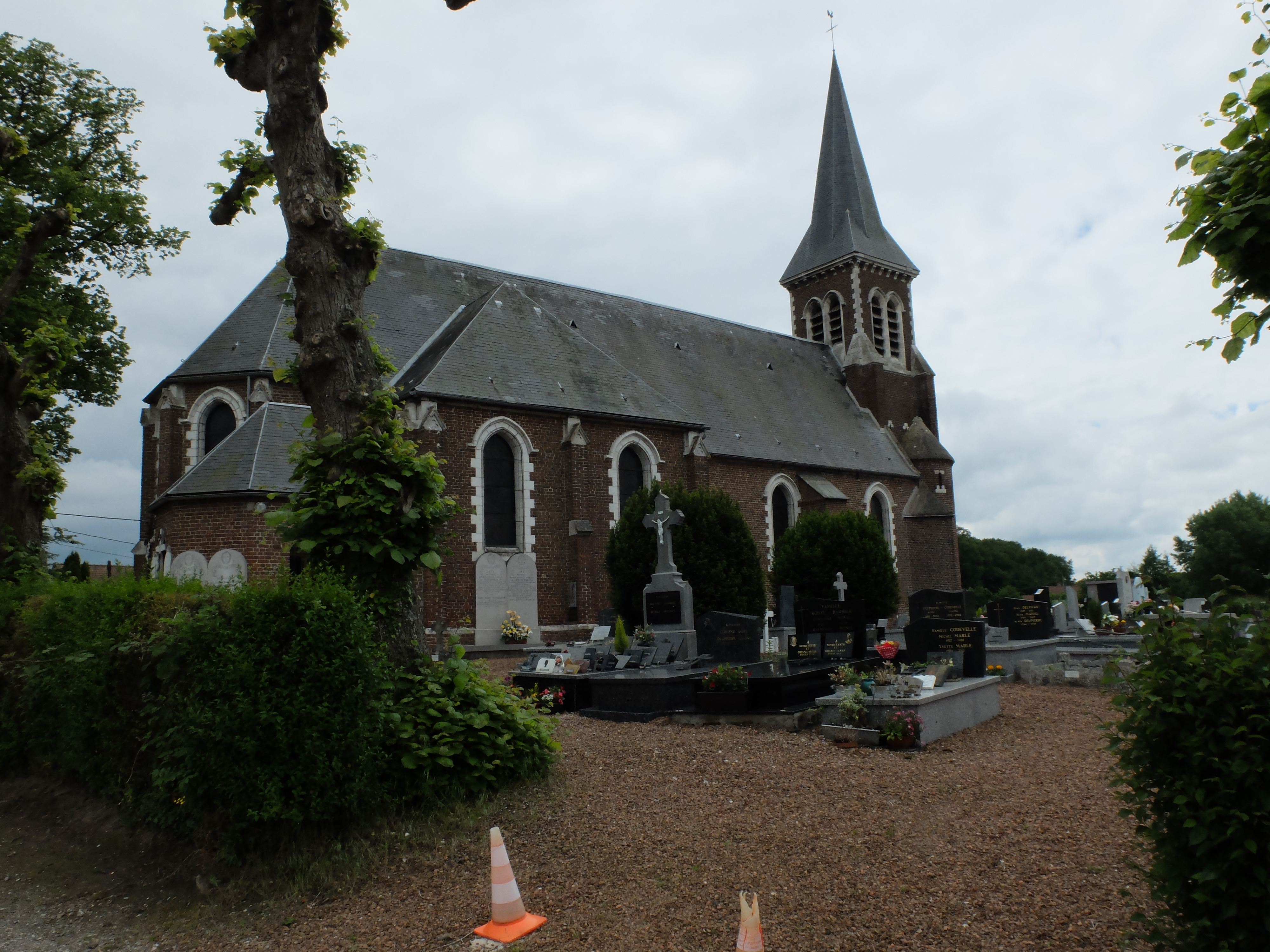
L'église Notre-Dame-de-l'Assomption.

- Le monument aux morts[41].
- Le musée : l'atelier des curiosités[42].

### Héraldique

Armes de la famille de Lencquesaing.

| Blason de Quiestède | Blason  | D'azur à la silhouette cartographique de la commune d'or et à l'église du même, mouvant de celle-ci à dextre, girouettée d'un coq contourné de sable, accompagnés de quatre fleurs de lys d'or ; au chef d'or chargé de deux étoiles d'azur.   |
| Blason de Quiestède | Détails | Le chef évoque la famille de Lencquesaing, originaire du Hainaut, toujours représentée dans la localité et qui portait pour armes : « D'azur fretté d'or, au chef d'azur à deux étoiles d'or ». Adopté par la municipalité le 20 octobre 1955. |

## Pour approfondir

#### Bases de données, dictionnaires et encyclopédies
- Ressources relatives à la géographie :   - Insee (communes)
  - Ldh/EHESS/Cassini
- Ressource relative à plusieurs domaines :   - Annuaire du service public français